# Jugovac (Prokuplje)
Pour les articles homonymes, voir Jugovac.
Jugovac (en serbe cyrillique : Југовац) est un village de Serbie situé dans la municipalité de Prokuplje, district de Toplica. Au recensement de 2011, il comptait 112 habitants.

## Démographie
| 1948 | 1953 | 1961 | 1971 | 1981 | 1991 | 2002 | 2011 |
| ---- | ---- | ---- | ---- | ---- | ---- | ---- | ---- |
| 612  | 625  | 501  | 362  | 249  | 188  | 146  | 112  |

|  |